# Sakaramy
Sakaramy est une commune rurale de Madagascar, située à 22 km de la villeAntsiranana (Diego Suarez). C'est une des communes du district d' Antsiranana II, de la région de Diana . En 2012, sa population était estimée à environ 3 400 habitants.

## Localisation
La commune se Sakaramy est située entre la commune rurale d'Antanamitarana et celle de Joffreville. Elle est composée de 5 villages fokontany : Sakaramy centre, Mahatsinjo, Ambodimadiro, Sahasifotra et Ankazomibaboka.

## Nature
A Sakaramy, on trouve un poisson endémique, le poisson Pachypanchax sakaramyi . On y trouve Le lac Mahery , un site  touristique intéressant là où on peut observer des oiseaux qui se trouvent à l'intérieur du Parc National de la Montagne d'Ambre .

## Histoire
Sakaramy est une ancienne base militaire française : la garnison de l'artillerie et de la légion étrangère . Après l'annexion de Madagascar en 1895, les français ont construit deux camps , l'un à Sakaramy et l'autre le camp d'Ambre(actuel joffreville).
De 1900 à 1904, avec l'arrivée du général Joffre, les français ont construit le chemin de fer Decauville qui reliait le port de Diégo Suarez et Sakaramy, ainsi,trois locomotives ont remplacé la traction animale qui permettait de ravitailler cette partie 
Jusqu'en 1975, la Légion étrangère française disposait d'un camp à Sakaramy
Temoins de son passé colonial, il existe à Sakaramy un cimetière français.

## Presence militaire
La base militaire coloniale est repris par la gendarmerie nationale malagasy.Ainsi, à Sakaramy il y a un brigade et l'Ecole d'Intervention Gendarmerie Nationale ou EIGN.